# Joseph Fiévée
Joseph Fiévée (9 de abril de 1767, París – 9 de mayo de 1839, París) fue un periodista, escritor, alto funcionario y agente secreto francés.

## Biografía
Hijo de un restaurador parisiense y cuñado de Charles Frédéric Perlet, se hizo impresor durante la Revolución, publicando principalmente La Crónica de París, importante periódico de la época, donde tuvo sus comienzos como periodista.
En consecuencia fue encarcelado durante el Terror. Miembro de la red monárquica del abate de Montesquiou, tuvo que esconderse durante el Directorio. Redactó en la clandestinidad una novela sobre los valores de la época y sus turbulencias, La Dot de Suzette, que tuvo un gran éxito literario en 1798. Posteriormente se dedicó  a la política y en 1795 se lanzó a una oposición peligrosa.
De 1800 a 1803 fue cronista de la Gazette de Françe. Encarcelado en la Torre del Temple por orden de Fouché y liberado gracias a la intervención de Roederer a instancias de Bonaparte, se hizo el agente secreto de este último, informándolo sobre la situación política del país y sobre la de Inglaterra. De 1804 a 1807, fue redactor jefe del Journal des débats, que posteriormente se convirtió en el  Journal de l'Empire. Se le concedió un título de nobleza y fue nombrado «maître des requêtes» del Consejo de Estado en 1810, después fue nombrado prefecto de Nièvre de 1813 a 1815. Fue nombrado caballero de la Legión de Honor en 1812.
Aliado con Luis XVIII durante la Primera Restauración, fue revocado durante los Cien Días.
Se convirtió en uno de los ideólogos del partido ultra, colaborador de La Quotidienne y del Conservateur, escribiendo en el  Journal des débats y contribuyendo al éxito del periódico gracias a sus textos polémicos.
Evolucionó hacia el liberalismo después de 1818. Defendiendo la libertad de prensa, fue condenado a tres mes de prisión en la Conciergerie, donde le visitó Casimir Perier. Colaboró en el Temps en 1829 y posteriormente en el National en 1831.
Fiévée se hizo moderado (tal vez incluso liberal) con la publicación de su libro De l'Espagne et des conséquences de l’intervention de l’armée («Sobre España y las consecuencias de la intervención del ejército»; 1823). Numerosos ultras lo condenaron por sus opiniones contrarias a la guerra. Parece ser que fue su encarcelamiento por delitos de prensa lo que le habría llevado a cambiar de posición. 

## Vida personal
Joseph Fiévée vivió una relación homosexual con una libertad sorprendente para su tiempo, aunque un Cambacérès se encontrara en una situación similar.
Se casó en 1790, pero su mujer falleció durante el parto, dejándole un niño. Vivía abiertamente con su amigo Théodore Leclercq, que había conocido a finales de la década de 1790 y que lo acompaña en toda ocasión. Cuando Napoleón lo envía en misión a Inglaterra, acoge a su amigo y su hijo en su casa. Cuando fue nombrado prefecto, se instaló en Nevers con su amigo; Jean Tulard afirma que «transforma a su amigo en ama de casa que hace los honores de los salones de la prefectura para el asombro de sus administrados». Ambos hombres eran recibidos juntos en los salones de la Restauración.
En el Trésor de la langue française, bajo la palabra «ménage» se puede leer:

Cohabitation de deux personnes, de même sexe, de sexe différent ou de même famille. Faire ménage commun avec qqn ; tenir ménage avec qqn. Toute la société s'est mise à parler du ménage masculin de Fiévée et de Th. Leclercq. On a beaucoup jasé sur ce sujet. Delécluze, Journal, 1826, p. 343
Cohabitación de dos personas, del mismo sexo, de sexo diferente o de la misma familia. Hacer un ménage común con alguien; tener un ménage con alguien. Toda la sociedad se ha puesto a hablar del ménage masculino de Fiévée y de Th. Leclercq. Se ha cotilleado mucho sobre el asunto. Delécluze, Journal, 1826, p. 343

Ambos están enterrados en la misma tumba en el cementerio del Père-Lachaise.

### Citas
À peine arrivée dans la rue, toute la société [les amis lettrés de Sautelet] s'est mise à parler du ménage masculin de Fiévée et Th. Leclerq. On a beaucoup jasé sur ce sujet.
A penas llegado a la calle, toda la sociedad [los amigos letrados de Sautelet] se han puesto a hablar del «ménage» [cohabitación] masculino de Fiévée y Th. Leclerq. Se ha cotilleado mucho sobre este tema.
Étienne Delécluze, Journal, 12 de abril de 1826.

Preguntado por Montalivet sobre los rumores que circulan, le respondió en una carta:

Sur ces bruits, je serai toujours mal instruit parce que je suis fort peu causeur, excepté dans mon intimité, et que je n'en ai point ici et ne suis point désireux d'en avoir. Peut-être même est-ce par la facilité que je trouve à vivre sans aucune sujétion de société que ma fonction me plaît tant. Je ne vois personne ou je vois cent personnes à la fois, et comme j'ai toute ma vie eu un souverain mépris pour les propos et un dégoût insurmontable pour les bavards, il m'est impossible de connaître tous ces bruits.
Sobre esos ruidos, siempre estaré mal informado, porque soy poco hablador, excepto en la intimidad, [intimidada] que no tengo aquí en absoluto y [intimidad] que no tengo ganas de tener. Quizás sea que encuentro que vivir sin ninguna atadura a la sociedad es lo que me gusta tanto de mi función. No veo a nadie o veo a cien personas a la vez, y como he sentido toda mi vida un soberano desprecio por el parloteo y un asco insuperable por los charlatanes, me resulta imposible enterarme de todos esos ruidos.

También comentó sobre el tema:

Quand on a un vice, il faut savoir le porter.
Cuando se tiene un vicio, hay que saber llevarlo.

Él mismo, hablando de su larga vida en común con el escritor Théodore Leclerc:

[...] une amitié qui a duré plus de trente ans finit toujours par être respectable.
[...] una amistad que ha durado más de treinta años siempre acaba por ser respetable.
P. Cottin, ed., Mémoires d'Auger, Paris: Revue rétrospective, 1891.

Stendhal escribe sobre él: 

On dit qu'il a été fait maître des requêtes parce qu'il avait tenu une espèce de contre-police.
Se dice que fue nombrado «maître des requêtes» porque había mantenido una especie de contra-policía.

## Publicaciones
Novelas
- La Dot de Suzette (1798) Texto en línea
- Frédéric (1799) Texto en línea

Correspondencia
- Lettres sur l'Angleterre (1803)
- Correspondance politique et administrative (15 volúmenes, 1816)
- Lettres sur le projet d'organisation municipale, presentados en la Cámara de Diputados el 21 de febrero de 1821 (1821)
- Correspondances et relations de J. Fiévée avec Bonaparte de 1802 à 1813 (3 volúmenes, 1836)
- Correspondance de J. Fiévée et de François Ferrier (1803-1837)

Ensayos
- De la religion considérée dans ses rapports avec le but de toute législation (1795)
- Du dix-huit brumaire opposé au système de la Terreur] (1802) Texto en línea
- Réflexions sur la philosophie du XVIIIe siècle (1802)
- Conseils à Napoléon (1802-1803)
- Des opinions et des intérêts pendant la Révolution (1809)
- Histoire de la session de 1815 (1816)
- Histoire de la session de 1816 (1817)
- Histoire de la session de 1817 (1818)
- Réflexion sur la noblesse de nos jours (1818)
- Examen des discussions relatives à la loi des élections pendant la session de 1819, (1820)
- Histoire de la session de 1820 (1821)
- Ce que tout le monde pense, ce que personne ne dit (1821)
- De l'Espagne et des conséquences de l'intervention armée (1823)
- Causes et conséquences du mois de juillet 1830 (1830)

Novelas
- Le Divorce, le Faux Révolutionnaire et l'Héroïsme des femmes (1802)

Teatro
- La Maison à vendre (1789)
- Le Badinage dangereux (1789)
- Les Rigueurs du cloître (1790)

Obras completas
- Sus Œuvres han sido publicadas por Jules Janin, 1842. (Véase la edición de las obras de J. Fiévée de 1848 editada por Ch. Gosselin, una noticia biográfica muy interesante y literaria sobre J. Fiévée escrita por Jules Janin, de 36 páginas.

Ediciones reciente
- Conseils à Napoléon. Révizor (en francés). Lausanne, Suiza: Éditions L'Âge d'Homme. 2010. p. 160. ISBN 978-2-8251-4006-2.

## Fuente
- Bouillet, Marie-Nicolas; Chassang, Alexis (1878). «Joseph Fiévée». Dictionnaire universel d’histoire et de géographie (en francés).

- Datos: Q3184948
- Multimedia: Joseph Fievée / Q3184948